# The Picture in the House
The Picture in the House is een horror/kort verhaal geschreven door de Amerikaanse schrijver H.P. Lovecraft. Het werd voor het eerst gepubliceerd in het juli-nummer uit 1921 van het tijdschrift The National Amateur.

## Verhaal
Een genealoog fietst in 1896 over een schijnbaar verlaten weg in een zo goed als onbewoond deel van de Miskatonic Valley in New England. Hij is op weg naar Arkham. De genealoog  begeeft zich al een tijdje onder de lokale bevolking, op zoek naar gegevens. Hij wordt overvallen door een stortbui. Deze is zo hevig, dat hij geen andere keus ziet dan schuilen in een verweerd, afzichtelijk houten huisje aan de voet van een heuvel. Hij kent honderd jaar oude legenden die hem met afkeer vervullen om hier naar binnen te gaan. Hij voelt zich niettemin gedwongen door de omstandigheden.
Nadat hij heeft aangeklopt om zich ervan te verzekeren er niemand woont, gaat hij het huisje binnen. Het blijkt gevuld met antieke boeken, voorwerpen en meubels van voor de Amerikaanse revolutie van 1765-1783. Zijn oog valt op een boek dat op tafel ligt. Het blijkt een zeldzame Latijnse versie van Regnum Congo van Filippo Pigafetta uit 1598. Terwijl hij het bekijkt, valt het steeds open op een pagina met een afzichtelijke illustratie van een slagerij van het kannibalistische Anzique-volk.
De genealoog richt zijn aandacht op andere boeken, tot hij voetstappen hoort op de bovenverdieping en daarna op de trap. Het huisje blijkt toch bewoond. De eigenaar komt binnen en blijkt een sjofele man met een witte baard. Hij oogt tegelijkertijd oud en krachtig. Hij begint te praten in een Yankee-dialect waarvan de genealoog dacht dat het niet meer werd gesproken. De man toont zich dankbaar voor het gezelschap en verklaart dat hij sliep.
Het gesprek komt op het Regnum Congo. De man vertelt dat hij het boek persoonlijk heeft gekregen van een militair genaamd Ebenezer Holt, die naar het beste weten van de genealoog bijna honderd jaar eerder leefde. De man kan het niet lezen, maar toont zich erg gesteld op de illustraties. De genealoog voelt zich steeds ongemakkelijker. De man bladert naar de pagina met de illustratie van de Anzique-slagerij en begint er steeds opgewondener over te vertellen. Hij verklaart dat het slachten van schapen leuker werd vanaf het moment dat hij vooraf naar de illustratie ging kijken. Hij beweert dat hij het nooit heeft gedaan, maar dat hij daarna ging verlangen naar het slachten van 'iets anders dan schapen'. Dat hij zich begon af te vragen of een man niet langer zou leven als hij vlees zou eten dat meer leek op dat van zichzelf.
Het gesprek wordt onderbroken door een zacht geluid. Dit blijkt afkomstig van het vallen van een druppel bloed op de illustratie in het openliggende boek. De man en de genealoog richten hun blik op het plafond en zien daar een vochtige rode vlek. De genealoog sluit zijn ogen, waarna een bliksemschicht het huisje verwoest.

## Achtergrond
Lovercraft introduceerde in The Picture in the House achtergronden die hij nog vaak zou gebruiken in zijn horrorverhalen. Hoewel nog niet uitvoerig beschreven in dit verhaal, werden het fictieve plattelandsgebied in New England, de Miskatonic Valley in Massachusetts en de stad Arkham vaste onderdelen van wat bekend zou komen te staan als Lovecraft Country.

## Adaptatie
Toei Animation maakte een korte klei-animatie-film van The Picture in the House en bracht die samen met soortgelijke bewerkingen van The Dunwich Horror en The Festival uit op de dvd H. P. Lovecraft's The Dunwich Horror and Other Stories.